# Casa de los Pereros

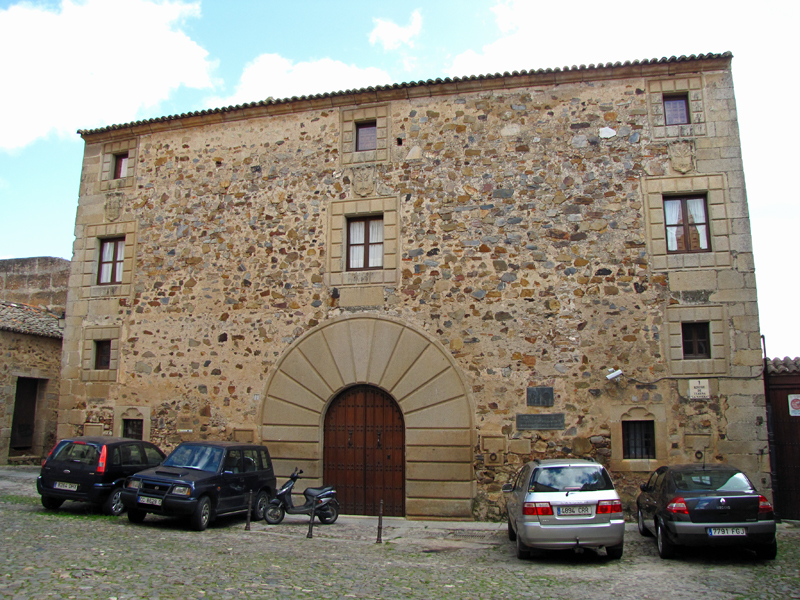
Casa de los Pereros.

La Casa de los Pereros es un edificio situado en el recinto monumental de la ciudad de Cáceres (Extremadura, España).
La construcción del edificio se  produjo en distintas fases durante los siglos XV y XVI lo que hacen que en su arquitectura se puedan encontrar tanto elementos góticos, como los detalles de sus fachadas, hasta renacentistas como el patio interior que fue llevado a cabo por el arquitecto Pedro de Marquina.
En la actualidad está destinado a uso público siendo propiedad de la  diputación provincial que dedica sus instalaciones a albergar las dependencias del Colegio Mayor Universitario Francisco de Sande.